# Uroxys latesulcatus
Uroxys latesulcatus är en skalbaggsart som beskrevs av Bates 1891. Uroxys latesulcatus ingår i släktet Uroxys och familjen bladhorningar. Inga underarter finns listade i Catalogue of Life.